# Sheryn Regis

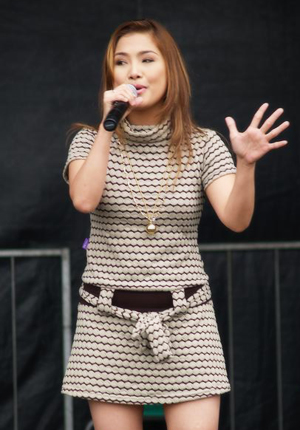
Sheryn Regis (2009)

Sheryn Mae Poncardas Regis (* 26. November 1980 in Carcar, Philippinen), bekannt als Sheryn Regis, ist eine philippinische Sängerin. Sie wurde als erstes Kind von Bernardo und Daisy Regis geboren. Sheryn Regis hat drei Brüder. Bekannt wurde sie im Jahr 2003 als Teilnehmerin des nationalen Talentwettbewerbes Search for the Star in a Million.